# Alpine Skiweltmeisterschaften 2017/Teilnehmer
An den 44. Alpinen Skiweltmeisterschaften 2017 in St. Moritz nahmen 589 Athleten aus 77 Ländern teil.

## Afghanistan(AFG)
| Herren - Sayed-Ali-Shah Farhang Riesenslalom-Qualifikation: 73. Platz - Sajjad Husaini Riesenslalom-Qualifikation: 74. Platz | Damen |

## Albanien(ALB)
| Herren - Marsel Biçoku Riesenslalom-Qualifikation: 71. Platz Slalom-Qualifikation: 59. Platz - Erjon Tola Riesenslalom-Qualifikation: im 1. Lauf ausgeschieden Riesenslalom: 46. Platz Slalom-Qualifikation: 36. Platz Slalom: 50. Platz - Vasil Veriga Riesenslalom-Qualifikation: 70. Platz Slalom-Qualifikation: im 1. Lauf ausgeschieden | Damen - Suela Mëhilli Riesenslalom-Qualifikation: im 2. Lauf ausgeschieden Riesenslalom: 69. Platz Slalom-Qualifikation: 27. Platz Slalom: im 1. Lauf disqualifiziert |

## Andorra(AND)
| Herren - Àxel Esteve Riesenslalom-Qualifikation: 5. Platz Riesenslalom: 36. Platz Slalom-Qualifikation: im 1. Lauf ausgeschieden Slalom: im 1. Lauf ausgeschieden - Marc Oliveras 1. Abfahrtstraining: abgesagt 2. Abfahrtstraining: 56. Platz Super-G: 33. Platz 3. Abfahrtstraining: 26. Platz Abfahrt: 36. Platz Alpine Kombination: 37. Platz - Joan Verdú Sánchez 1. Abfahrtstraining: abgesagt 2. Abfahrtstraining: 64. Platz Super-G: ausgeschieden 3. Abfahrtstraining: 39. Platz Abfahrt: 33. Platz Alpine Kombination: 27. Platz Riesenslalom: nicht zum 2. Lauf gestartet Slalom-Qualifikation: nicht gestartet | Damen - Mireia Gutiérrez Slalom: 34. Platz |

## Argentinien(ARG)
| Herren - Tomás Birkner de Miguel Mannschaft: 9. Platz Riesenslalom-Qualifikation: 10. Platz Riesenslalom: im 1. Lauf ausgeschieden Slalom-Qualifikation: 14. Platz Slalom: im 1. Lauf ausgeschieden - Sebastiano Gastaldi Mannschaft: 9. Platz Riesenslalom-Qualifikation: 7. Platz Riesenslalom: 38. Platz Slalom-Qualifikation: 11. Platz Slalom: im 1. Lauf ausgeschieden - Cristian Javier Simari Birkner 1. Abfahrtstraining: abgesagt 2. Abfahrtstraining: 74. Platz 3. Abfahrtstraining: 51. Platz Abfahrt: 45. Platz Alpine Kombination: 35. Platz Riesenslalom-Qualifikation: 20. Platz Riesenslalom: 39. Platz Slalom-Qualifikation: 17. Platz Slalom: im 2. Lauf ausgeschieden | Damen - Salomé Báncora Riesenslalom-Qualifikation: 17. Platz Mannschaft: 9. Platz Riesenslalom: 40. Platz Slalom-Qualifikation: 14. Platz Slalom: 39. Platz - Francesca Baruzzi Farriol Riesenslalom-Qualifikation: 21. Platz Mannschaft: 9. Platz Riesenslalom: im 2. Lauf ausgeschieden Slalom-Qualifikation: im 2. Lauf ausgeschieden - Nicol Gastaldi Riesenslalom-Qualifikation: 16. Platz Riesenslalom: 51. Platz Slalom-Qualifikation: im 1. Lauf ausgeschieden - Macarena Simari Birkner 1. Abfahrtstraining: abgesagt Super-G: 35. Platz 2. Abfahrtstraining: 51. Platz 3. Abfahrtstraining: 57. Platz Alpine Kombination: 26. Platz Abfahrt: 37. Platz Slalom-Qualifikation: 5. Platz Slalom: 41. Platz - María Belén Simari Birkner Riesenslalom-Qualifikation: 20. Platz Riesenslalom: 55. Platz |

## Armenien(ARM)
| Herren - Wasgen Arakeljan Riesenslalom-Qualifikation: im 1. Lauf disqualifiziert Slalom-Qualifikation: 60. Platz - Aschot Karapetjan Riesenslalom-Qualifikation: im 1. Lauf disqualifiziert Slalom-Qualifikation: 56. Platz | Damen |

## Aserbaidschan(AZE)
| Herren - Patrick Brachner Riesenslalom-Qualifikation: 30. Platz Slalom-Qualifikation: im 1. Lauf ausgeschieden Slalom: im 2. Lauf ausgeschieden | Damen |

## Australien(AUS)
| Herren - Harry Laidlaw Super-G: ausgeschieden | Damen |

## Belarus(BLR)
| Herren - Daniil Tscherzin Riesenslalom-Qualifikation: 47. Platz Slalom-Qualifikation: 31. Platz - Uladsislau Tscherzin Riesenslalom-Qualifikation: nicht zum 2. Lauf nicht gestartet Slalom-Qualifikation: 39. Platz - Juryj Danilatschkin Super-G: 41. Platz Riesenslalom-Qualifikation: 31. Platz Riesenslalom: im 2. Lauf ausgeschieden Slalom-Qualifikation: im 2. Lauf ausgeschieden Slalom: im 1. Lauf ausgeschieden - Wlad Swernik Riesenslalom-Qualifikation: 54. Platz Slalom-Qualifikation: im 1. Lauf ausgeschieden | Damen - Maryja Schkanowa Riesenslalom-Qualifikation: 1. Platz Riesenslalom: im 2. Lauf ausgeschieden Slalom-Qualifikation: 1. Platz Slalom: 31. Platz |

## Belgien(BEL)
| Herren - Kai Alaerts Slalom-Qualifikation: 18. Platz Slalom: 41. Platz - Xan Alaerts Slalom-Qualifikation: im 1. Lauf ausgeschieden - Jeroen van den Bogaert Riesenslalom-Qualifikation: im 2. Lauf ausgeschieden - Dries Van den Broecke Mannschaft: 9. Platz Riesenslalom-Qualifikation: 6. Platz Riesenslalom: im 1. Lauf ausgeschieden Slalom-Qualifikation: 6. Platz Slalom: im 2. Lauf ausgeschieden - Tom Verbeke Mannschaft: 9. Platz Riesenslalom-Qualifikation: 23. Platz Riesenslalom: im 1. Lauf ausgeschieden Slalom-Qualifikation: 10. Platz Slalom: im 1. Lauf ausgeschieden | Damen - Marjolein Decroix Slalom-Qualifikation: 10. Platz Slalom: 40. Platz - Mathilde Nelles Riesenslalom-Qualifikation: 29. Platz Riesenslalom: 80. Platz (nicht im Finale, Platz ergibt sich aus Qualifikation) Mannschaft: 9. Platz Slalom-Qualifikation: 12. Platz Slalom: 56. Platz - Kim Vanreusel Riesenslalom-Qualifikation: 15. Platz Mannschaft: 9. Platz Riesenslalom: 54. Platz Slalom-Qualifikation: 4. Platz Slalom: 42. Platz |

## Bolivien(BOL)
| Herren - Simon Breitfuss Kammerlander Super-G: 46. Platz Riesenslalom-Qualifikation: 27. Platz Riesenslalom: im 1. Lauf ausgeschieden Slalom-Qualifikation: im 1. Lauf disqualifiziert Slalom: im 1. Lauf ausgeschieden | Damen |

## Bosnien und Herzegowina(BIH)
| Herren - Eman Emrić Riesenslalom-Qualifikation: 32. Platz Slalom-Qualifikation: 23. Platz Slalom: im 1. Lauf ausgeschieden - Igor Laikert Riesenslalom-Qualifikation: im 2. Lauf ausgeschieden Slalom-Qualifikation: im 2. Lauf ausgeschieden - Emir Lokmić Riesenslalom-Qualifikation: im 2. Lauf ausgeschieden Slalom-Qualifikation: im 1. Lauf disqualifiziert - Marko Šljivić Riesenslalom-Qualifikation: 19. Platz Riesenslalom: im 1. Lauf ausgeschieden Slalom-Qualifikation: im 1. Lauf ausgeschieden | Damen - Elvedina Muzaferija Riesenslalom-Qualifikation: im 1. Lauf ausgeschieden Slalom-Qualifikation: 11. Platz Slalom: 55. Platz - Žana Novaković Riesenslalom-Qualifikation: 23. Platz Riesenslalom: 53. Platz Slalom-Qualifikation: im 2. Lauf ausgeschieden |

## Bulgarien(BUL)
| Herren - Georgi Nuschew Slalom-Qualifikation: im 2. Lauf ausgeschieden - Albert Popow Riesenslalom: 30. Platz Slalom: 27. Platz - Kamen Zlatkow Riesenslalom-Qualifikation: im 2. Lauf ausgeschieden Slalom-Qualifikation: 2. Platz Slalom: 36. Platz | Damen - Wera Assenowa Riesenslalom-Qualifikation: 14. Platz Riesenslalom: 45. Platz Slalom-Qualifikation: 13. Platz Slalom: im 2. Lauf ausgeschieden - Marija Kirkowa Riesenslalom-Qualifikation: 12. Platz Riesenslalom: 46. Platz Slalom-Qualifikation: 15. Platz Slalom: 45. Platz |

## Chile(CHI)
| Herren - Martin Anguita Slalom-Qualifikation: 26. Platz Slalom: 44. Platz - Henrik von Appen 1. Abfahrtstraining: abgesagt 2. Abfahrtstraining: 55. Platz Super-G: 29. Platz 3. Abfahrtstraining: 15. Platz Abfahrt: 32. Platz Alpine Kombination: 31. Platz - Sven von Appen 1. Abfahrtstraining: abgesagt 2. Abfahrtstraining: 76. Platz Super-G: ausgeschieden 3. Abfahrtstraining: 53. Platz Abfahrt: 50. Platz Alpine Kombination: 44. Platz Riesenslalom-Qualifikation: 16. Platz Riesenslalom: im 2. Lauf ausgeschieden Slalom-Qualifikation: im 1. Lauf ausgeschieden - Andrés Figueroa Riesenslalom-Qualifikation: 18. Platz Riesenslalom: im 1. Lauf ausgeschieden Slalom-Qualifikation: im 1. Lauf ausgeschieden - Kai Horwitz 1. Abfahrtstraining: abgesagt 2. Abfahrtstraining: 75. Platz Super-G: 43. Platz 3. Abfahrtstraining: 57. Platz Abfahrt: 53. Platz Alpine Kombination: im Slalom ausgeschieden Riesenslalom-Qualifikation: 22. Platz Riesenslalom: im 1. Lauf ausgeschieden Slalom-Qualifikation: im 2. Lauf ausgeschieden | Damen - Noelle Barahona 1. Abfahrtstraining: abgesagt Super-G: 38. Platz 2. Abfahrtstraining: 59. Platz 3. Abfahrtstraining: 56. Platz Alpine Kombination: nicht zum Slalom gestartet Abfahrt: 36. Platz Riesenslalom-Qualifikation: im 1. Lauf ausgeschieden Riesenslalom: 57. Platz |

## Volksrepublik China(CHN)
| Herren - Wang Yu Riesenslalom-Qualifikation: im 1. Lauf disqualifiziert Slalom-Qualifikation: im 1. Lauf ausgeschieden - Xu Mingfu Riesenslalom-Qualifikation: 59. Platz Slalom-Qualifikation: 53. Platz - Zhang Yangming Riesenslalom-Qualifikation: 56. Platz Riesenslalom: im 1. Lauf disqualifiziert Slalom-Qualifikation: 46. Platz - Zhang Xiaosong Riesenslalom-Qualifikation: im 1. Lauf ausgeschieden Slalom-Qualifikation: 45. Platz | Damen - Kong Fanying Riesenslalom-Qualifikation: 41. Platz Riesenslalom: 86. Platz (nicht im Finale, Platz ergibt sich aus Qualifikation) Slalom-Qualifikation: 29. Platz Slalom: 64. Platz (nicht im Finale, Platz ergibt sich aus Qualifikation) - Liu Yang Riesenslalom-Qualifikation: im 1. Lauf ausgeschieden Slalom-Qualifikation: im 1. Lauf ausgeschieden - Ni Yueming Riesenslalom-Qualifikation: 40. Platz Riesenslalom: 65. Platz Slalom-Qualifikation: 26. Platz Slalom: 54. Platz - Wang Meixia Riesenslalom-Qualifikation: 42. Platz Riesenslalom: 87. Platz (nicht im Finale, Platz ergibt sich aus Qualifikation) Slalom-Qualifikation: 37. Platz Slalom: 69. Platz (nicht im Finale, Platz ergibt sich aus Qualifikation) |

## Dänemark(DEN)
| Herren - Casper Dyrbye Næsted Riesenslalom-Qualifikation: im 2. Lauf ausgeschieden Slalom-Qualifikation: im 1. Lauf ausgeschieden Slalom: 46. Platz - Christoffer Faarup 1. Abfahrtstraining: abgesagt 2. Abfahrtstraining: 50. Platz Super-G: 27. Platz 3. Abfahrtstraining: 30. Platz Abfahrt: 30. Platz Alpine Kombination: 26. Platz - Mark Holme Staunsager Riesenslalom-Qualifikation: im 1. Lauf ausgeschieden Slalom-Qualifikation: im 2. Lauf ausgeschieden - Marcus Vorre Riesenslalom-Qualifikation: im 1. Lauf ausgeschieden Riesenslalom: im 1. Lauf ausgeschieden Slalom-Qualifikation: im 1. Lauf ausgeschieden | Damen - Nuunu Chemnitz Berthelsen Riesenslalom-Qualifikation: 32. Platz Riesenslalom: 82. Platz (nicht im Finale, Platz ergibt sich aus Qualifikation) Slalom-Qualifikation: im 2. Lauf ausgeschieden - Charlotte Techen Lemgart Riesenslalom-Qualifikation: 25. Platz Riesenslalom: 61. Platz Slalom-Qualifikation: 18. Platz Slalom: 47. Platz |

## Deutschland(GER)
| Herren - Thomas Dreßen 1. Abfahrtstraining: abgesagt 2. Abfahrtstraining: 30. Platz Super-G: ausgeschieden 3. Abfahrtstraining: 6. Platz Abfahrt: 12. Platz Alpine Kombination: 14. Platz - Josef Ferstl 1. Abfahrtstraining: abgesagt 2. Abfahrtstraining: 32. Platz Super-G: 26. Platz 3. Abfahrtstraining: 9. Platz Abfahrt: 18. Platz Alpine Kombination: 25. Platz - Stefan Luitz Mannschaft: 9. Platz Riesenslalom: 14. Platz Slalom: 28. Platz - Felix Neureuther Mannschaft: 9. Platz Riesenslalom: 16. Platz Slalom: Bronze - Andreas Sander 1. Abfahrtstraining: abgesagt 2. Abfahrtstraining: 25. Platz Super-G: 7. Platz 3. Abfahrtstraining: nicht gestartet Abfahrt: 8. Platz Alpine Kombination: 23. Platz - Dominik Stehle Slalom: 21. Platz - Linus Straßer Mannschaft: 9. Platz (ohne Einsatz) Riesenslalom: 12. Platz Slalom: 20. Platz | Damen - Lena Dürr Mannschaft: 9. Platz Riesenslalom: 26. Platz Slalom: 18. Platz - Christina Geiger Mannschaft: 9. Platz Slalom: im 1. Lauf ausgeschieden - Jessica Hilzinger Riesenslalom: im 2. Lauf ausgeschieden Slalom: 22. Platz - Viktoria Rebensburg 1. Abfahrtstraining: abgesagt Super-G: 4. Platz 2. Abfahrtstraining: 20. Platz 3. Abfahrtstraining: 11. Platz Abfahrt: 11. Platz Mannschaft: 9. Platz (ohne Einsatz) Riesenslalom: im 1. Lauf ausgeschieden - Marina Wallner Slalom: 17. Platz - Kira Weidle 1. Abfahrtstraining: abgesagt Super-G: 31. Platz 2. Abfahrtstraining: 44. Platz 3. Abfahrtstraining: 42. Platz Alpine Kombination: im Slalom disqualifiziert Abfahrt: 29. Platz - Maren Wiesler Riesenslalom: 33. Platz |

## Estland(EST)
| Herren - Juhan Luik Super-G: ausgeschieden Riesenslalom-Qualifikation: 26. Platz Riesenslalom: im 1. Lauf ausgeschieden Slalom-Qualifikation: im 2. Lauf ausgeschieden Slalom: im 1. Lauf ausgeschieden | Damen |

## Finnland(FIN)
| Herren - Juho Handolin Slalom-Qualifikation: 16. Platz Slalom: im 1. Lauf ausgeschieden - Eemeli Pirinen Riesenslalom: 33. Platz - Joonas Räsänen Slalom-Qualifikation: 5. Platz Slalom: 31. Platz - Samu Torsti Riesenslalom: im 2. Lauf ausgeschieden | Damen - Riikka Honkanen Riesenslalom: 34. Platz Slalom-Qualifikation: 3. Platz Slalom: im 2. Lauf ausgeschieden - Nea Luukko Riesenslalom-Qualifikation: 5. Platz Riesenslalom: im 1. Lauf ausgeschieden Slalom-Qualifikation: im 2. Lauf ausgeschieden - Merle Soppela Slalom: 35. Platz |

## Frankreich(FRA)
| Herren - Robin Buffet Slalom: 19. Platz - Johan Clarey 1. Abfahrtstraining: abgesagt 2. Abfahrtstraining: 16. Platz 3. Abfahrtstraining: 9. Platz Abfahrt: ausgeschieden - Mathieu Faivre Mannschaft: Gold Riesenslalom: 9. Platz - Guillermo Fayed 1. Abfahrtstraining: abgesagt 2. Abfahrtstraining: 14. Platz 3. Abfahrtstraining: 16. Platz Abfahrt: 14. Platz - Blaise Giezendanner 1. Abfahrtstraining: abgesagt 2. Abfahrtstraining: 26. Platz Super-G: 14. Platz 3. Abfahrtstraining: nicht gestartet - Jean-Baptiste Grange Slalom: 23. Platz - Julien Lizeroux Mannschaft: Gold (ohne Einsatz) Slalom: im 2. Lauf disqualifiziert - Steve Missillier Riesenslalom: 18. Platz - Victor Muffat-Jeandet 1. Abfahrtstraining: abgesagt 2. Abfahrtstraining: 51. Platz 3. Abfahrtstraining: 44. Platz 4. Abfahrtstraining: nicht gestartet Alpine Kombination: 20. Platz Riesenslalom: 13. Platz Slalom: 18. Platz - Maxence Muzaton 1. Abfahrtstraining: abgesagt 2. Abfahrtstraining: 24. Platz 3. Abfahrtstraining: nicht gestartet Alpine Kombination: im Slalom ausgeschieden - Alexis Pinturault 1. Abfahrtstraining: abgesagt 2. Abfahrtstraining: 34. Platz Super-G: 6. Platz 3. Abfahrtstraining: 1. Platz Alpine Kombination: 10. Platz Mannschaft: Gold Riesenslalom: 7. Platz Slalom: im 1. Lauf ausgeschieden - David Poisson 1. Abfahrtstraining: abgesagt 2. Abfahrtstraining: 37. Platz 3. Abfahrtstraining: nicht gestartet - Brice Roger 1. Abfahrtstraining: abgesagt 2. Abfahrtstraining: 2. Platz Super-G: 18. Platz 3. Abfahrtstraining: nicht gestartet Abfahrt: 10. Platz - Adrien Théaux 1. Abfahrtstraining: abgesagt 2. Abfahrtstraining: 17. Platz Super-G: 16. Platz 3. Abfahrtstraining: ausgeschieden Abfahrt: 27. Platz Alpine Kombination: 9. Platz | Damen - Adeline Baud-Mugnier Mannschaft: Gold Riesenslalom: 14. Platz Slalom: im 2. Lauf ausgeschieden - Anne-Sophie Barthet 1. Abfahrtstraining: abgesagt 2. Abfahrtstraining: 46. Platz 3. Abfahrtstraining: 35. Platz Alpine Kombination: 12. Platz Slalom: 23. Platz - Coralie Frasse Sombet Riesenslalom: im 1. Lauf ausgeschieden - Tiffany Gauthier 1. Abfahrtstraining: abgesagt Super-G: 23. Platz 2. Abfahrtstraining: 36. Platz 3. Abfahrtstraining: 39. Platz Abfahrt: 25. Platz - Romane Miradoli 1. Abfahrtstraining: abgesagt Super-G: 16. Platz 2. Abfahrtstraining: 30. Platz 3. Abfahrtstraining: 36. Platz Alpine Kombination: 16. Platz Abfahrt: 31. Platz - Laurie Mougel Slalom: im 1. Lauf ausgeschieden - Nastasia Noens Mannschaft: Gold (ohne Einsatz) Slalom: 12. Platz - Tessa Worley 1. Abfahrtstraining: abgesagt Super-G: 8. Platz Mannschaft: Gold Riesenslalom: Gold |

## Georgien(GEO)
| Herren - Iason Abramaschwili Riesenslalom-Qualifikation: im 2. Lauf ausgeschieden Slalom-Qualifikation: im 1. Lauf ausgeschieden Slalom: 40. Platz - Aleksi Benianidse Riesenslalom-Qualifikation: 21. Platz Riesenslalom: im 1. Lauf ausgeschieden Slalom-Qualifikation: 27. Platz - Bessarion Dschaparidse Riesenslalom-Qualifikation: 33. Platz Slalom-Qualifikation: im 1. Lauf ausgeschieden - Sosso Dschaparidse Riesenslalom-Qualifikation: im 2. Lauf ausgeschieden Slalom-Qualifikation: im 1. Lauf ausgeschieden | Damen - Nino Ziklauri Riesenslalom-Qualifikation: im 2. Lauf ausgeschieden Riesenslalom: 52. Platz Slalom-Qualifikation: 16. Platz Slalom: 46. Platz |

## Griechenland(GRE)
| Herren - Ioannis Antoniou Riesenslalom-Qualifikation: 34. Platz Slalom-Qualifikation: im 1. Lauf ausgeschieden - Vasileios Mantsios Slalom-Qualifikation: im 1. Lauf ausgeschieden - Ioannis Proios Riesenslalom-Qualifikation: im 2. Lauf ausgeschieden Riesenslalom: 48. Platz Slalom-Qualifikation: 20. Platz Slalom: im 2. Lauf ausgeschieden - Georgios Stoidis Riesenslalom-Qualifikation: 63. Platz - Nikolaos Tziovas Riesenslalom-Qualifikation: 43. Platz - Emmanouil Zografos-Manos Slalom-Qualifikation: im 2. Lauf ausgeschieden | Damen - Anastasia Mantsiou Slalom-Qualifikation: 34. Platz Slalom: 67. Platz (nicht im Finale, Platz ergibt sich aus Qualifikation) - Fani Marmarelli Riesenslalom-Qualifikation: 56. Platz Riesenslalom: 94. Platz (nicht im Finale, Platz ergibt sich aus Qualifikation) - Natalia Papaioannou Slalom-Qualifikation: 32. Platz Slalom: 65. Platz (nicht im Finale, Platz ergibt sich aus Qualifikation) - Sophia Ralli Riesenslalom-Qualifikation: 34. Platz Riesenslalom: 63. Platz Slalom-Qualifikation: 19. Platz Slalom: 48. Platz - Maria Samarinou Riesenslalom-Qualifikation: im 1. Lauf disqualifiziert Slalom-Qualifikation: 19. Platz Slalom: 51. Platz - Katerina Tzioufa Riesenslalom-Qualifikation: 49. Platz Riesenslalom: 91. Platz (nicht im Finale, Platz ergibt sich aus Qualifikation) |

## Haiti(HAI)
| Herren - Jean-Pierre Roy Riesenslalom-Qualifikation: 75. Platz Slalom-Qualifikation: 61. Platz | Damen - Céline Marti Riesenslalom-Qualifikation: 61. Platz Riesenslalom: 78. Platz Slalom-Qualifikation: 43. Platz Slalom: 62. Platz |

## Indien(IND)
| Herren - Hira Lal Riesenslalom-Qualifikation: 68. Platz Slalom-Qualifikation: nicht gestartet - Himanshu Thakur Riesenslalom-Qualifikation: 65. Platz Riesenslalom: 59. Platz Slalom-Qualifikation: nicht gestartet | Damen - Varsha Devi Riesenslalom-Qualifikation: 59. Platz Riesenslalom: 97. Platz (nicht im Finale, Platz ergibt sich aus Qualifikation) Slalom-Qualifikation: nicht gestartet - Aanchal Thakur Riesenslalom-Qualifikation: 60. Platz Riesenslalom: 77. Platz Slalom-Qualifikation: nicht gestartet |

## Iran(IRI)
| Herren - Nima Baha Riesenslalom-Qualifikation: 50. Platz Slalom-Qualifikation: 37. Platz Slalom: 52. Platz - Seyed Morteza Jafari Riesenslalom-Qualifikation: im 1. Lauf ausgeschieden Slalom-Qualifikation: nicht gestartet - Benham Kia Shemshaki Riesenslalom-Qualifikation: 58. Platz Riesenslalom: 51. Platz Slalom-Qualifikation: im 1. Lauf ausgeschieden - Porya Saveh Shemshaki Riesenslalom-Qualifikation: nicht gestartet Slalom-Qualifikation: 42. Platz | Damen - Atefeh Ahmadi Riesenslalom-Qualifikation: 51. Platz Riesenslalom: 92. Platz (nicht im Finale, Platz ergibt sich aus Qualifikation) Slalom-Qualifikation: 36. Platz Slalom: 57. Platz - Marjan Kalhor Riesenslalom-Qualifikation: 47. Platz Riesenslalom: 73. Platz Slalom-Qualifikation: im 1. Lauf ausgeschieden - Mitra Kalhor Riesenslalom-Qualifikation: im 2. Lauf ausgeschieden Slalom-Qualifikation: im 1. Lauf ausgeschieden - Najmeh Zali Torojeni Riesenslalom-Qualifikation: 48. Platz Riesenslalom: 90. Platz (nicht im Finale, Platz ergibt sich aus Qualifikation) Slalom-Qualifikation: im 2. Lauf ausgeschieden |

## Irland(IRE)
| Herren - Cormac Comerford Riesenslalom-Qualifikation: 37. Platz Slalom-Qualifikation: 30. Platz Slalom: 49. Platz - Conor Lyne Riesenslalom-Qualifikation: 48. Platz Slalom-Qualifikation: im 1. Lauf ausgeschieden - Pat McMillen - Kieren Norris Riesenslalom-Qualifikation: 24. Platz Riesenslalom: 44. Platz Slalom-Qualifikation: im 1. Lauf ausgeschieden | Damen - Tess Arbez Riesenslalom-Qualifikation: 28. Platz Riesenslalom: 59. Platz Slalom-Qualifikation: 22. Platz Slalom: 52. Platz - Kelsie Carlette Riesenslalom-Qualifikation: 38. Platz Riesenslalom: 84. Platz (nicht im Finale, Platz ergibt sich aus Qualifikation) Slalom-Qualifikation: 42. Platz Slalom: 73. Platz (nicht im Finale, Platz ergibt sich aus Qualifikation) |

## Island(ISL)
| Herren - Kristinn Logi Auðunsson Riesenslalom-Qualifikation: im 2. Lauf ausgeschieden Slalom-Qualifikation: im 1. Lauf ausgeschieden - Magnús Finnsson Riesenslalom-Qualifikation: im 2. Lauf ausgeschieden Slalom-Qualifikation: im 1. Lauf ausgeschieden - Jón Gunnar Guðmundsson Riesenslalom-Qualifikation: im 1. Lauf ausgeschieden Slalom-Qualifikation: 40. Platz - Sturla Snær Snorrason Riesenslalom-Qualifikation: 2. Platz Riesenslalom: im 2. Lauf ausgeschieden Slalom-Qualifikation: 12. Platz Slalom: im 1. Lauf ausgeschieden | Damen - Andrea Björk Birkisdóttir Riesenslalom-Qualifikation: 30. Platz Riesenslalom: 81. Platz (nicht im Finale, Platz ergibt sich aus Qualifikation) Slalom-Qualifikation: im 1. Lauf ausgeschieden - Freydís Halla Einarsdóttir Riesenslalom-Qualifikation: 9. Platz Riesenslalom: 47. Platz Slalom-Qualifikation: 25. Platz Slalom: im 1. Lauf ausgeschieden |

## Israel(ISR)
| Herren - Itamar Biran Riesenslalom-Qualifikation: im 2. Lauf ausgeschieden Riesenslalom: 48. Platz Slalom-Qualifikation: im 1. Lauf ausgeschieden Slalom: im 1. Lauf ausgeschieden - Nikita Shcherbakovskiy Super-G: 51. Platz Slalom-Qualifikation: im 1. Lauf ausgeschieden | Damen |

## Italien(ITA)
| Herren - Emanuele Buzzi Super-G: 23. Platz - Mattia Casse 1. Abfahrtstraining: abgesagt 2. Abfahrtstraining: 33. Platz Super-G: 19. Platz 3. Abfahrtstraining: 13. Platz Abfahrt: 22. Platz Alpine Kombination: im Slalom ausgeschieden - Luca De Aliprandini - Florian Eisath Riesenslalom: 17. Platz - Peter Fill 1. Abfahrtstraining: abgesagt 2. Abfahrtstraining: 5. Platz Super-G: 11. Platz 3. Abfahrtstraining: 2. Platz Abfahrt: 9. Platz Alpine Kombination: in der Abfahrt ausgeschieden - Stefano Gross Slalom: 9. Platz - Christof Innerhofer kein Einsatz - Simon Maurberger Riesenslalom: 24. Platz - Manfred Mölgg Riesenslalom: 20. Platz Slalom: 14. Platz - Dominik Paris 1. Abfahrtstraining: abgesagt 2. Abfahrtstraining: 18. Platz Super-G: 9. Platz 3. Abfahrtstraining: 7. Platz Abfahrt: 13. Platz Alpine Kombination: 4. Platz Mannschaft: 5. Platz (ohne Einsatz) - Giuliano Razzoli Mannschaft: 5. Platz Slalom: 22. Platz - Patrick Thaler Slalom: 24. Platz - Riccardo Tonetti 1. Abfahrtstraining: abgesagt 2. Abfahrtstraining: 53. Platz 3. Abfahrtstraining: 37. Platz 4. Abfahrtstraining: 7. Platz Alpine Kombination: 23. Platz Mannschaft: 5. Platz Riesenslalom: 10. Platz | Damen - Marta Bassino 1. Abfahrtstraining: abgesagt 2. Abfahrtstraining: 45. Platz 3. Abfahrtstraining: 46. Platz Alpine Kombination: 17. Platz Riesenslalom: 11. Platz - Federica Brignone 1. Abfahrtstraining: abgesagt Super-G: 8. Platz 2. Abfahrtstraining: 28. Platz 3. Abfahrtstraining: 30. Platz Alpine Kombination: 7. Platz Mannschaft: 5. Platz (ohne Einsatz) Riesenslalom: 4. Platz Slalom: 24. Platz - Chiara Costazza Mannschaft: 5. Platz Slalom: im 1. Lauf ausgeschieden - Elena Curtoni 1. Abfahrtstraining: abgesagt Super-G: 5. Platz 2. Abfahrtstraining: 15. Platz 3. Abfahrtstraining: 30. Platz Alpine Kombination: im Slalom ausgeschieden - Irene Curtoni Mannschaft: 5. Platz Slalom: im 1. Lauf ausgeschieden - Elena Fanchini 1. Abfahrtstraining: abgesagt 2. Abfahrtstraining: 29. Platz 3. Abfahrtstraining: 18. Platz Abfahrt: 14. Platz - Sofia Goggia 1. Abfahrtstraining: abgesagt Super-G: 10. Platz 2. Abfahrtstraining: 14. Platz 3. Abfahrtstraining: 7. Platz Alpine Kombination: im Slalom ausgeschieden Abfahrt: 4. Platz Riesenslalom: Bronze - Francesca Marsaglia 1. Abfahrtstraining: abgesagt Super-G: 17. Platz - Manuela Mölgg Riesenslalom: 6. Platz Slalom: im 1. Lauf ausgeschieden - Johanna Schnarf 1. Abfahrtstraining: abgesagt 2. Abfahrtstraining: 56. Platz 3. Abfahrtstraining: 52. Platz Abfahrt: 22. Platz - Verena Stuffer 1. Abfahrtstraining: abgesagt 2. Abfahrtstraining: 26. Platz 3. Abfahrtstraining: 44. Platz Abfahrt: 19. Platz |

## Jamaika(JAM)
| Herren - Michael Elliott Williams Slalom-Qualifikation: nicht gestartet | Damen |

## Japan(JPN)
| Herren - Yohei Koyama Riesenslalom-Qualifikation: 29. Platz Riesenslalom: 42. Platz Slalom-Qualifikation: 29. Platz - Naoki Yuasa Slalom: im 1. Lauf ausgeschieden | Damen - Emiko Kiyosawa Slalom: 38. Platz - Asa Andō Riesenslalom: 35. Platz Slalom: im 1. Lauf ausgeschieden |

## Kanada(CAN)
| Herren - Phil Brown Mannschaft: 5. Platz Riesenslalom: im 2. Lauf ausgeschieden Slalom: im 1. Lauf ausgeschieden - Dustin Cook 1. Abfahrtstraining: abgesagt 2. Abfahrtstraining: 60. Platz Super-G: ausgeschieden - Erik Guay 1. Abfahrtstraining: abgesagt 2. Abfahrtstraining: 7. Platz Super-G: Gold 3. Abfahrtstraining: nicht gestartet Abfahrt: Silber - Manuel Osborne-Paradis 1. Abfahrtstraining: abgesagt 2. Abfahrtstraining: 12. Platz Super-G: Bronze 3. Abfahrtstraining: nicht gestartet Abfahrt: 31. Platz - Trevor Philp Mannschaft: 5. Platz Riesenslalom: im 1. Lauf ausgeschieden Slalom: im 1. Lauf ausgeschieden - Erik Read Mannschaft: 5. Platz (ohne Einsatz) Riesenslalom: 23. Platz Slalom: im 1. Lauf ausgeschieden | Damen - Candace Crawford 1. Abfahrtstraining: abgesagt Super-G: 26. Platz 2. Abfahrtstraining: 43. Platz 3. Abfahrtstraining: 45. Platz Alpine Kombination: 21. Platz Mannschaft: 5. Platz Riesenslalom: im 1. Lauf ausgeschieden - Marie-Michèle Gagnon 1. Abfahrtstraining: abgesagt Super-G: 19. Platz 2. Abfahrtstraining: 23. Platz 3. Abfahrtstraining: 28. Platz Alpine Kombination: 6. Platz Riesenslalom: 20. Platz Slalom: 20. Platz - Valérie Grenier 1. Abfahrtstraining: abgesagt Super-G: 33. Platz 2. Abfahrtstraining: 32. Platz 3. Abfahrtstraining: 25. Platz Alpine Kombination: 11. Platz Abfahrt: 32. Platz Riesenslalom: nicht zum 2. Lauf gestartet - Erin Mielzynski Mannschaft: 5. Platz Slalom: 15. Platz - Ali Nullmeyer Mannschaft: 5. Platz (ohne Einsatz) Slalom: 27. Platz - Mikaela Tommy 1. Abfahrtstraining: abgesagt Super-G: 22. Platz 2. Abfahrtstraining: 52. Platz 3. Abfahrtstraining: 48. Platz Alpine Kombination: im Slalom ausgeschieden Riesenslalom: im 2. Lauf ausgeschieden Slalom-Qualifikation: 2. Platz Slalom: im 2. Lauf ausgeschieden |

## Kasachstan(KAZ)
| Herren - Martin Chuber 1. Abfahrtstraining: abgesagt 2. Abfahrtstraining: ausgeschieden - Taras Pimenow Super-G: 50. Platz Riesenslalom-Qualifikation: im 1. Lauf ausgeschieden - Igor Sakurdajew 1. Abfahrtstraining: abgesagt 2. Abfahrtstraining: 72. Platz Super-G: 47. Platz 3. Abfahrtstraining: 54. Platz Abfahrt: 49. Platz Alpine Kombination: 41. Platz Riesenslalom-Qualifikation: 38. Platz Riesenslalom: 45. Platz | Damen - Marija Grigorowa Riesenslalom-Qualifikation: 37. Platz Riesenslalom: 83. Platz (nicht im Finale, Platz ergibt sich aus Qualifikation) Slalom-Qualifikation: 35. Platz Slalom: 68. Platz (nicht im Finale, Platz ergibt sich aus Qualifikation) - Jekaterina Karpowa Riesenslalom-Qualifikation: 35. Platz Riesenslalom: 64. Platz Slalom-Qualifikation: 28. Platz Slalom: 63. Platz (nicht im Finale, Platz ergibt sich aus Qualifikation) |

## Kenia(KEN)
| Herren | Damen - Sabrina Simader Super-G: 39. Platz Riesenslalom-Qualifikation: 24. Platz Riesenslalom: 60. Platz Slalom-Qualifikation: im 2. Lauf ausgeschieden Slalom: 50. Platz |

## Kirgisistan(KGZ)
| Herren - Iwan Borissow Slalom-Qualifikation: im 1. Lauf ausgeschieden - Maxim Gordejew Riesenslalom-Qualifikation: im 2. Lauf ausgeschieden - Andrei Kuslin Slalom-Qualifikation: im 1. Lauf ausgeschieden - Wladimir Kuslin Slalom-Qualifikation: im 1. Lauf ausgeschieden - Isatbek uulu Urmat Riesenslalom-Qualifikation: im 2. Lauf ausgeschieden - Jewgeni Timofejew Riesenslalom-Qualifikation: 51. Platz Riesenslalom: im 1. Lauf ausgeschieden - Dmitri Trelewski Riesenslalom-Qualifikation: im 2. Lauf ausgeschieden Slalom-Qualifikation: 50. Platz | Damen - Olga Paljutkina Riesenslalom-Qualifikation: 52. Platz Riesenslalom: 75. Platz Slalom-Qualifikation: im 1. Lauf ausgeschieden |

## Kolumbien(COL)
| Herren - Michael Poettoz Riesenslalom-Qualifikation: im 1. Lauf ausgeschieden Riesenslalom: 53. Platz Slalom-Qualifikation: im 1. Lauf ausgeschieden Slalom: 53. Platz | Damen |

## Kosovo(KOS)
| Herren - Albin Tahiri 1. Abfahrtstraining: abgesagt 2. Abfahrtstraining: ausgeschieden Super-G: 49. Platz 3. Abfahrtstraining: 55. Platz 4. Abfahrtstraining: nicht gestartet Abfahrt: 51. Platz Alpine Kombination: 45. Platz Riesenslalom-Qualifikation: 45. Platz Riesenslalom: im 1. Lauf ausgeschieden Slalom-Qualifikation: 32. Platz Slalom: 51. Platz | Damen |

## Kroatien(CRO)
| Herren - Elias Kolega Mannschaft: 9. Platz Riesenslalom-Qualifikation: im 1. Lauf ausgeschieden Slalom-Qualifikation: 33. Platz - Samuel Kolega Riesenslalom-Qualifikation: im 2. Lauf ausgeschieden - Ivica Kostelić Slalom-Qualifikation: 15. Platz Slalom: 38. Platz - Istok Rodeš Mannschaft: 9. Platz (ohne Einsatz) Slalom: 30. Platz - Max Ullrich 1. Abfahrtstraining: abgesagt 2. Abfahrtstraining: 49. Platz Super-G: ausgeschieden 3. Abfahrtstraining: nicht gestartet 4. Abfahrtstraining: nicht gestartet - Matej Vidović Mannschaft: 9. Platz (ohne Einsatz) Slalom: 35. Platz - William Vukelić Riesenslalom-Qualifikation: 8. Platz Riesenslalom: im 2. Lauf ausgeschieden - Filip Zubčić 1. Abfahrtstraining: abgesagt 2. Abfahrtstraining: 54. Platz Super-G: 31. Platz 3. Abfahrtstraining: nicht gestartet 4. Abfahrtstraining: 15. Platz Alpine Kombination: im Slalom ausgeschieden Mannschaft: 9. Platz Riesenslalom: 19. Platz | Damen - Andrea Komšić Riesenslalom-Qualifikation: 11. Platz Mannschaft: 9. Platz Riesenslalom: 44. Platz Slalom: 28. Platz - Leona Popović 1. Abfahrtstraining: abgesagt Super-G: ausgeschieden 2. Abfahrtstraining: 48. Platz 3. Abfahrtstraining: 54. Platz Alpine Kombination: im Slalom ausgeschieden Mannschaft: 9. Platz Riesenslalom: im 2. Lauf ausgeschieden Slalom: im 1. Lauf ausgeschieden - Ida Štimac Riesenslalom-Qualifikation: 6. Platz Riesenslalom: 42. Platz Slalom-Qualifikation: im 1. Lauf ausgeschieden - Lana Zbašnik Riesenslalom-Qualifikation: 4. Platz Riesenslalom: 47. Platz |

## Lettland(LAT)
| Herren - Žaks Gedra Riesenslalom-Qualifikation: 13. Platz Riesenslalom: im 1. Lauf ausgeschieden Slalom-Qualifikation: im 2. Lauf ausgeschieden - Kristaps Zvejnieks Riesenslalom-Qualifikation: 3. Platz Riesenslalom: nicht zum 2. Lauf gestartet Slalom: 32. Platz - Miks Zvejnieks Riesenslalom-Qualifikation: 35. Platz Slalom-Qualifikation: im 1. Lauf ausgeschieden | Damen - Agnese Āboltiņa Slalom-Qualifikation: 17. Platz Slalom: 37. Platz - Liene Bondare Slalom-Qualifikation: 7. Platz Slalom: im 1. Lauf ausgeschieden - Lelde Gasūna Riesenslalom-Qualifikation: 2. Platz Riesenslalom: 39. Platz Slalom: im 2. Lauf ausgeschieden |

## Libanon(LIB)
| Herren - Allen Behlok Riesenslalom-Qualifikation: im 1. Lauf ausgeschieden Slalom-Qualifikation: im 2. Lauf ausgeschieden - Dani Chamoun Riesenslalom-Qualifikation: 67. Platz Slalom-Qualifikation: 54. Platz - Naim Fenianos Riesenslalom-Qualifikation: 61. Platz Riesenslalom: 55. Platz Slalom-Qualifikation: 51. Platz Slalom: - Jeffrey Zina Riesenslalom-Qualifikation: im 2. Lauf ausgeschieden Slalom-Qualifikation: im 1. Lauf ausgeschieden | Damen - Laetitia El Khoury Riesenslalom-Qualifikation: 45. Platz Riesenslalom: 71. Platz Slalom-Qualifikation: 38. Platz Slalom: 58. Platz - Sonia Marie George Riesenslalom-Qualifikation: 57. Platz Riesenslalom: 95. Platz (nicht im Finale, Platz ergibt sich aus Qualifikation) Slalom-Qualifikation: 39. Platz Slalom: 70. Platz (nicht im Finale, Platz ergibt sich aus Qualifikation) - Celine Keirouz Riesenslalom-Qualifikation: 58. Platz Riesenslalom: 96. Platz (nicht im Finale, Platz ergibt sich aus Qualifikation) Slalom-Qualifikation: 40. Platz Slalom: 71. Platz (nicht im Finale, Platz ergibt sich aus Qualifikation) - Lea Keirouz Riesenslalom-Qualifikation: 53. Platz Riesenslalom: 93. Platz (nicht im Finale, Platz ergibt sich aus Qualifikation) Slalom-Qualifikation: im 1. Lauf ausgeschieden |

## Liechtenstein(LIE)
| Herren - Marco Pfiffner 1. Abfahrtstraining: abgesagt 2. Abfahrtstraining: 70. Platz Super-G: 36. Platz 3. Abfahrtstraining: 48. Platz Abfahrt: 42. Platz Alpine Kombination: 34. Platz Slalom: 26. Platz | Damen - Tina Weirather 1. Abfahrtstraining: abgesagt Super-G: Silber 2. Abfahrtstraining: 31. Platz 3. Abfahrtstraining: 12. Platz Alpine Kombination: nicht gestartet Abfahrt: 10. Platz Riesenslalom: 19. Platz |

## Litauen(LTU)
| Herren - Vilius Aleksandravičius Riesenslalom-Qualifikation: im 2. Lauf ausgeschieden Slalom-Qualifikation: 44. Platz - Andrej Drukarov Riesenslalom-Qualifikation: 36. Platz Riesenslalom: 43. Platz Slalom-Qualifikation: im 1. Lauf ausgeschieden - Rokas Zaveckas Riesenslalom-Qualifikation: 42. Platz Slalom-Qualifikation: 34. Platz Slalom: 48. Platz | Damen - Ieva Januškevičiūtė Riesenslalom-Qualifikation: 31. Platz Riesenslalom: 62. Platz Slalom-Qualifikation: im 1. Lauf ausgeschieden Slalom: im 1. Lauf ausgeschieden |

## Luxemburg(LUX)
| Herren - Christophe Bock Riesenslalom-Qualifikation: nicht gestartet Slalom-Qualifikation: 55. Platz - Max Castermans Riesenslalom-Qualifikation: 66. Platz Riesenslalom: 57. Platz Slalom-Qualifikation: im 1. Lauf ausgeschieden | Damen - Catherine Elvinger Riesenslalom-Qualifikation: 36. Platz Riesenslalom: 67. Platz Slalom-Qualifikation: 30. Platz Slalom: 53. Platz |

## Madagaskar(MAD)
| Herren - Andy Randriamiarisoa Riesenslalom-Qualifikation: 69. Platz Riesenslalom: 58. Platz Slalom-Qualifikation: 57. Platz | Damen |

## Malaysia(MAS)
| Herren - Othman Mirzan Riesenslalom-Qualifikation: im 2. Lauf ausgeschieden | Damen |

## Malta(MLT)
| Herren | Damen - Elise Pellegrin Riesenslalom-Qualifikation: 33. Platz Riesenslalom: 66. Platz Slalom-Qualifikation: im 2. Lauf ausgeschieden Slalom: 59. Platz |

## Mazedonien(MKD)
| Herren - Luka Božinovski Riesenslalom-Qualifikation: im 1. Lauf ausgeschieden Riesenslalom: im 1. Lauf ausgeschieden Slalom-Qualifikation: im 1. Lauf ausgeschieden - Dardan Dehari Slalom-Qualifikation: im 1. Lauf ausgeschieden - Marjan Našoku Riesenslalom-Qualifikation: im 2. Lauf ausgeschieden - Viktor Petkov Riesenslalom-Qualifikation: im 1. Lauf disqualifiziert - Antonio Ristevski Riesenslalom-Qualifikation: zum 2. Lauf nicht gestartet Slalom-Qualifikation: im 1. Lauf ausgeschieden Slalom: im 1. Lauf ausgeschieden - Voislav Sinadinovski Slalom-Qualifikation: im 1. Lauf ausgeschieden | Damen - Lidija Simjanovska Riesenslalom-Qualifikation: 46. Platz Riesenslalom: im 1. Lauf disqualifiziert Slalom-Qualifikation: im 2. Lauf ausgeschieden Slalom: im 1. Lauf ausgeschieden |

## Mexiko(MEX)
| Herren - Rodolfo Dickson Sommers Riesenslalom-Qualifikation: 44. Platz Riesenslalom: 47. Platz Slalom-Qualifikation: 41. Platz - Hubertus von Hohenlohe Riesenslalom-Qualifikation: im 2. Lauf ausgeschieden Slalom-Qualifikation: im 2. Lauf ausgeschieden Slalom: im 1. Lauf disqualifiziert | Damen - Sarah Schleper de Gaxiola 1. Abfahrtstraining: abgesagt Super-G: 37. Platz 2. Abfahrtstraining: 52. Platz 3. Abfahrtstraining: 59. Platz Alpine Kombination: 27. Platz Abfahrt: 38. Platz Riesenslalom-Qualifikation: 3. Platz Riesenslalom: 41. Platz Slalom-Qualifikation: im 2. Lauf ausgeschieden Slalom: im 1. Lauf ausgeschieden |

## Monaco(MON)
| Herren - Olivier Jenot 1. Abfahrtstraining: abgesagt 2. Abfahrtstraining: 65. Platz Super-G: ausgeschieden | Damen - Alexandra Coletti 1. Abfahrtstraining: abgesagt Super-G: ausgeschieden 2. Abfahrtstraining: 41. Platz 3. Abfahrtstraining: 47. Platz Alpine Kombination: in der Abfahrt ausgeschieden Abfahrt: 28. Platz Slalom-Qualifikation: nicht gestartet |

## Montenegro(MNE)
| Herren - Bojan Kosić Riesenslalom-Qualifikation: im 2. Lauf ausgeschieden Slalom-Qualifikation: 52. Platz | Damen - Ivana Bulatović Riesenslalom-Qualifikation: im 2. Lauf ausgeschieden Slalom-Qualifikation: 31. Platz Slalom: im 1. Lauf ausgeschieden - Nadežda Milošević Riesenslalom-Qualifikation: 50. Platz Riesenslalom: 72. Platz Slalom-Qualifikation: 33. Platz Slalom: 66. Platz (nicht im Finale, Platz ergibt sich aus Qualifikation) |

## Neuseeland(NZL)
| Herren - Willis Feasey Super-G: 34. Platz Riesenslalom: im 1. Lauf ausgeschieden Slalom-Qualifikation: 8. Platz Slalom: im 1. Lauf ausgeschieden - Adam Barwood Super-G: 44. Platz Riesenslalom: 31. Platz Slalom-Qualifikation: 4. Platz Slalom: im 1. Lauf ausgeschieden | Damen - Piera Hudson Riesenslalom-Qualifikation: 19. Platz Riesenslalom: im 2. Lauf ausgeschieden Slalom-Qualifikation: 9. Platz Slalom: im 1. Lauf ausgeschieden - Eliza Grigg Riesenslalom-Qualifikation: 7. Platz Riesenslalom: 50. Platz |

## Niederlande(NED)
| Herren - Marten Meiners Riesenslalom: im 2. Lauf ausgeschieden - Steven Theolier Slalom-Qualifikation: im 1. Lauf ausgeschieden - Spike van der Haas Riesenslalom-Qualifikation: nicht gestartet Slalom-Qualifikation: nicht gestartet - Steffan Winkelhorst Riesenslalom-Qualifikation: 1. Platz Riesenslalom: 41. Platz Slalom-Qualifikation: im 2. Lauf ausgeschieden Slalom: 42. Platz | Damen - Adriana Jelinkova Riesenslalom: 36. Platz Slalom-Qualifikation: im 2. Lauf ausgeschieden Slalom: 30. Platz - Claire Tan Riesenslalom-Qualifikation: nicht gestartet |

## Norwegen(NOR)
| Herren - Kjetil Jansrud 1. Abfahrtstraining: abgesagt 2. Abfahrtstraining: 11. Platz Super-G: Silber 3. Abfahrtstraining: 27. Platz Abfahrt: 4. Platz Alpine Kombination: nicht zum Slalom gestartet - Aleksander Aamodt Kilde 1. Abfahrtstraining: abgesagt 2. Abfahrtstraining: 15. Platz Super-G: 4. Platz 3. Abfahrtstraining: 17. Platz Abfahrt: 6. Platz Alpine Kombination: 4. Platz Mannschaft: 5. Platz Riesenslalom: im 1. Lauf ausgeschieden - Adrian Smiseth Sejersted kein Einsatz - Henrik Kristoffersen Riesenslalom: 4. Platz Slalom: 4. Platz - Leif Kristian Haugen Mannschaft: 5. Platz Riesenslalom: Bronze Slalom: 15. Platz - Sebastian Foss Solevåg Slalom: im 1. Lauf ausgeschieden - Jonathan Nordbotten Slalom: 13. Platz - Bjørnar Neteland 1. Abfahrtstraining: abgesagt 2. Abfahrtstraining: 59. Platz Super-G: 25. Platz 4. Abfahrtstraining: 11. Platz Alpine Kombination: 16. Platz Mannschaft: 5. Platz (ohne Einsatz) Riesenslalom: 26. Platz | Damen - Nina Løseth Riesenslalom: 10. Platz Slalom: 26. Platz - Kristin Lysdahl 1. Abfahrtstraining: abgesagt Super-G: 27. Platz 2. Abfahrtstraining: 35. Platz 3. Abfahrtstraining: 37. Platz Alpine Kombination: 17. Platz Abfahrt: 24. Platz Mannschaft: 5. Platz Riesenslalom: 23. Platz - Ragnhild Mowinckel 1. Abfahrtstraining: abgesagt Super-G: 6. Platz 2. Abfahrtstraining: 33. Platz 3. Abfahrtstraining: 40. Platz Alpine Kombination: 10. Platz Abfahrt: 20. Platz Mannschaft: 5. Platz (ohne Einsatz) Riesenslalom: 18. Platz - Kristina Riis-Johannessen 1. Abfahrtstraining: abgesagt Super-G: 21. Platz 2. Abfahrtstraining: 47. Platz 3. Abfahrtstraining: 43. Platz Alpine Kombination: in der Abfahrt ausgeschieden Abfahrt: 29. Platz Riesenslalom: 31. Platz - Maren Skjøld Mannschaft: 5. Platz Slalom: 13. Platz - Maria Therese Tviberg 1. Abfahrtstraining: abgesagt Super-G: 25. Platz 2. Abfahrtstraining: 39. Platz 3. Abfahrtstraining: 40. Platz Alpine Kombination: 14. Platz Abfahrt: 25. Platz |

## Österreich(AUT)
| Herren - Romed Baumann 1. Abfahrtstraining: abgesagt 2. Abfahrtstraining: 9. Platz 3. Abfahrtstraining: nicht gestartet 4. Abfahrtstraining: 3. Platz Alpine Kombination: 12. Platz - Frederic Berthold 1. Abfahrtstraining: abgesagt 2. Abfahrtstraining: 39. Platz 3. Abfahrtstraining: 43. Platz 4. Abfahrtstraining: 2. Platz - Manuel Feller Mannschaft: 5. Platz Riesenslalom: nicht zum 2. Lauf gestartet Slalom: Silber - Max Franz 1. Abfahrtstraining: abgesagt 2. Abfahrtstraining: 21. Platz Super-G: 13. Platz 3. Abfahrtstraining: 35. Platz Abfahrt: Bronze - Christian Hirschbühl - Marcel Hirscher 1. Abfahrtstraining: abgesagt 2. Abfahrtstraining: 45. Platz Super-G: 21. Platz 3. Abfahrtstraining: nicht gestartet 4. Abfahrtstraining: 10. Platz Alpine Kombination: Silber Mannschaft: 5. Platz Riesenslalom: Gold Slalom: Gold - Vincent Kriechmayr 1. Abfahrtstraining: abgesagt 2. Abfahrtstraining: 13. Platz Super-G: 5. Platz 3. Abfahrtstraining: nicht gestartet Abfahrt: 19. Platz Alpine Kombination: 8. Platz - Roland Leitinger Riesenslalom: Silber - Michael Matt Mannschaft: 5. Platz (ohne Einsatz) Slalom: 8. Platz - Matthias Mayer 1. Abfahrtstraining: abgesagt 2. Abfahrtstraining: 29. Platz Super-G: ausgeschieden 3. Abfahrtstraining: 32. Platz Abfahrt: 11. Platz Alpine Kombination: 17. Platz - Hannes Reichelt 1. Abfahrtstraining: abgesagt 2. Abfahrtstraining: 20. Platz Super-G: 10. Platz 3. Abfahrtstraining: nicht gestartet Abfahrt: 17. Platz - Philipp Schörghofer Riesenslalom: 5. Platz - Marco Schwarz 1. Abfahrtstraining: abgesagt 2. Abfahrtstraining: ausgeschieden 3. Abfahrtstraining: 48. Platz 4. Abfahrtstraining: 12. Platz Alpine Kombination: im Slalom ausgeschieden Slalom: 7. Platz | Damen - Stephanie Brunner Mannschaft: 5. Platz Riesenslalom: 5. Platz - Katharina Gallhuber Slalom: im 2. Lauf ausgeschieden - Ricarda Haaser 1. Abfahrtstraining: abgesagt 2. Abfahrtstraining: 58. Platz 3. Abfahrtstraining: 27. Platz Alpine Kombination: 9. Platz Mannschaft: 5. Platz (ohne Einsatz) - Michaela Kirchgasser 1. Abfahrtstraining: abgesagt 2. Abfahrtstraining: 17. Platz 3. Abfahrtstraining: 16. Platz Alpine Kombination: Bronze Riesenslalom: 12. Platz Slalom: 6. Platz - Mirjam Puchner 1. Abfahrtstraining: abgesagt 2. Abfahrtstraining: ausgeschieden - Christine Scheyer 1. Abfahrtstraining: abgesagt Super-G: 15. Platz 2. Abfahrtstraining: 7. Platz 3. Abfahrtstraining: 3. Platz Alpine Kombination: 13. Platz Abfahrt: 6. Platz - Bernadette Schild Riesenslalom: 17. Platz Slalom: 10. Platz - Nicole Schmidhofer 1. Abfahrtstraining: abgesagt Super-G: Gold 2. Abfahrtstraining: 37. Platz 3. Abfahrtstraining: 28. Platz Abfahrt: 16. Platz - Rosina Schneeberger 1. Abfahrtstraining: abgesagt 2. Abfahrtstraining: 10. Platz 3. Abfahrtstraining: 16. Platz Alpine Kombination: im Slalom ausgeschieden - Ramona Siebenhofer 1. Abfahrtstraining: abgesagt 2. Abfahrtstraining: 18. Platz 3. Abfahrtstraining: 5. Platz Abfahrt: 9. Platz - Tamara Tippler 1. Abfahrtstraining: abgesagt Super-G: 20. Platz 2. Abfahrtstraining: 13. Platz 3. Abfahrtstraining: 15. Platz - Katharina Truppe Mannschaft: 5. Platz Riesenslalom: im 1. Lauf disqualifiziert Slalom: 19. Platz - Anna Veith 1. Abfahrtstraining: abgesagt Super-G: ausgeschieden 2. Abfahrtstraining: 16. Platz 3. Abfahrtstraining: 23. Platz Riesenslalom: 22. Platz - Stephanie Venier 1. Abfahrtstraining: abgesagt Super-G: 7. Platz 2. Abfahrtstraining: 5. Platz 3. Abfahrtstraining: 9. Platz Abfahrt: Silber |

## Peru(PER)
| Herren - Manfred Oettl Reyes Riesenslalom-Qualifikation: im 2. Lauf ausgeschieden Slalom-Qualifikation: im 2. Lauf ausgeschieden - Jeremy Denat Riesenslalom-Qualifikation: 28. Platz Riesenslalom: im 1. Lauf ausgeschieden Slalom-Qualifikation: im 1. Lauf ausgeschieden Slalom: im 2. Lauf ausgeschieden | Damen - Ornella Oettl Reyes Riesenslalom-Qualifikation: im 1. Lauf disqualifiziert Riesenslalom: 68. Platz Slalom-Qualifikation: 23. Platz Slalom: im 1. Lauf ausgeschieden |

## Polen(POL)
| Herren - Maciej Bydliński 1. Abfahrtstraining: abgesagt 2. Abfahrtstraining: 52. Platz Super-G: 37. Platz 3. Abfahrtstraining: 36. Platz Abfahrt: 37. Platz Alpine Kombination: 30. Platz - Michał Kłusak 1. Abfahrtstraining: abgesagt 2. Abfahrtstraining: 58. Platz Super-G: 38. Platz 3. Abfahrtstraining: 12. Platz Abfahrt: ausgeschieden Alpine Kombination: nicht gestartet - Paweł Babicki 1. Abfahrtstraining: abgesagt 2. Abfahrtstraining: nicht gestartet - Michał Jasiczek Slalom-Qualifikation: im 1. Lauf ausgeschieden Slalom: im 1. Lauf ausgeschieden | Damen - Maryna Gąsienica-Daniel 1. Abfahrtstraining: abgesagt Super-G: 32. Platz 2. Abfahrtstraining: 49. Platz 3. Abfahrtstraining: 55. Platz Alpine Kombination: 23. Platz Riesenslalom-Qualifikation: im 1. Lauf ausgeschieden Riesenslalom: 32. Platz Slalom-Qualifikation: im 2. Lauf ausgeschieden Slalom: im 2. Lauf ausgeschieden |

## Portugal(POR)
| Herren - Samuel Almeida Riesenslalom-Qualifikation: 55. Platz Slalom-Qualifikation: im 1. Lauf ausgeschieden - Ricardo Brancal Riesenslalom-Qualifikation: 72. Platz Slalom-Qualifikation: 58. Platz - Arthur Hanse Riesenslalom-Qualifikation: 39. Platz Riesenslalom: im 1. Lauf ausgeschieden Slalom-Qualifikation: 47. Platz Slalom: im 1. Lauf ausgeschieden | Damen - Catarina Carvalho Riesenslalom-Qualifikation: 54. Platz Riesenslalom: 74. Platz Slalom-Qualifikation: im 1. Lauf ausgeschieden Slalom: 60. Platz |

## Rumänien(ROU)
| Herren - Ioan Valeriu Achiriloaie 1. Abfahrtstraining: abgesagt 2. Abfahrtstraining: ausgeschieden Super-G: 42. Platz 3. Abfahrtstraining: 55. Platz Abfahrt: 46. Platz Alpine Kombination: nicht gestartet - Alexandru Barbu Riesenslalom-Qualifikation: im 2. Lauf ausgeschieden Riesenslalom: im 1. Lauf ausgeschieden Slalom-Qualifikation: im 1. Lauf ausgeschieden Slalom: im 1. Lauf ausgeschieden | Damen - Raluca Ciocănel Slalom-Qualifikation: im 2. Lauf ausgeschieden Slalom: im 1. Lauf ausgeschieden |

## Russland(RUS)
| Herren - Alexander Andrijenko Mannschaft: 9. Platz (ohne Einsatz) Riesenslalom: im 2. Lauf ausgeschieden Slalom-Qualifikation: 8. Platz Slalom: 29. Platz - Alexander Choroschilow Slalom: 5. Platz - Simon Jefimow Riesenslalom-Qualifikation: 9. Platz Riesenslalom: im 2. Lauf ausgeschieden Slalom-Qualifikation: im 2. Lauf ausgeschieden - Iwan Kusnezow 1. Abfahrtstraining: abgesagt 2. Abfahrtstraining: 57. Platz Super-G: ausgeschieden 3. Abfahrtstraining: 22. Platz Abfahrt: 34. Platz Alpine Kombination: 33. Platz Mannschaft: 9. Platz Riesenslalom-Qualifikation: im 2. Lauf ausgeschieden - Pawel Trichitschew 1. Abfahrtstraining: abgesagt 2. Abfahrtstraining: 48. Platz Super-G: 35. Platz 3. Abfahrtstraining: 30. Platz 4. Abfahrtstraining: nicht gestartet Alpine Kombination: 18. Platz Mannschaft: 9. Platz Riesenslalom: im 1. Lauf ausgeschieden Slalom: im 2. Lauf ausgeschieden | Damen - Xenija Alopina Mannschaft: 9. Platz Slalom: im 2. Lauf ausgeschieden - Kristina Krjukowa Mannschaft: 9. Platz (ohne Einsatz) Riesenslalom: im 1. Lauf ausgeschieden - Alexandra Prokopjewa 1. Abfahrtstraining: abgesagt Super-G: 24. Platz 2. Abfahrtstraining: 38. Platz 3. Abfahrtstraining: 34. Platz Alpine Kombination: 25. Platz Abfahrt: 27. Platz Riesenslalom-Qualifikation: 10. Platz Mannschaft: 9. Platz Riesenslalom: 39. Platz - Jekaterina Tkatschenko Slalom: 29. Platz |

## San Marino(RSM)
| Herren - Alessandro Mariotti Riesenslalom-Qualifikation: 49. Platz Riesenslalom: 52. Platz Slalom-Qualifikation: im 1. Lauf ausgeschieden | Damen |

## Schweden(SWE)
| Herren - André Myhrer Mannschaft: Bronze Riesenslalom: nicht zum 2. Lauf gestartet Slalom: 6. Platz - Mattias Hargin Mannschaft: Bronze Slalom: im 2. Lauf ausgeschieden - Kristoffer Jakobsen Riesenslalom: 29. Platz Slalom: im 1. Lauf ausgeschieden - Gustav Lundbäck Mannschaft: Bronze (ohne Einsatz) Slalom-Qualifikation: 24. Platz Slalom: 37. Platz - Matts Olsson Riesenslalom: 6. Platz - Mattias Rönngren Riesenslalom: 27. Platz - Alexander Köll 1. Abfahrtstraining: abgesagt 2. Abfahrtstraining: 42. Platz Super-G: 30. Platz 3. Abfahrtstraining: 18. Platz Abfahrt: 35. Platz Alpine Kombination: nicht gestartet - Felix Monsén 1. Abfahrtstraining: abgesagt 2. Abfahrtstraining: 31. Platz Super-G: ausgeschieden 3. Abfahrtstraining: 4. Platz Abfahrt: 16. Platz Alpine Kombination: im Slalom ausgeschieden | Damen - Frida Hansdotter Mannschaft: Bronze Riesenslalom: 16. Platz Slalom: Bronze - Emelie Wikström Mannschaft: Bronze (ohne Einsatz) Slalom: 8. Platz - Anna Swenn-Larsson Slalom: 16. Platz - Kajsa Kling 1. Abfahrtstraining: abgesagt Super-G: ausgeschieden 2. Abfahrtstraining: 6. Platz 3. Abfahrtstraining: 13. Platz Abfahrt: 17. Platz Riesenslalom: 24. Platz - Sara Hector Riesenslalom: 9. Platz - Lisa Hörnblad 1. Abfahrtstraining: abgesagt Super-G: ausgeschieden 2. Abfahrtstraining: 41. Platz 3. Abfahrtstraining: 33. Platz Alpine Kombination: 19. Platz Abfahrt: 33. Platz - Maria Pietilae-Holmner Mannschaft: Bronze Riesenslalom: 25. Platz Slalom: 14. Platz |

## Schweiz(SUI)
| Herren - Luca Aerni 1. Abfahrtstraining: abgesagt 2. Abfahrtstraining: 62. Platz 3. Abfahrtstraining: 42. Platz 4. Abfahrtstraining: 4. Platz Alpine Kombination: Gold Mannschaft: 4. Platz Slalom: 19. Platz - Gino Caviezel Riesenslalom: 15. Platz - Mauro Caviezel 1. Abfahrtstraining: abgesagt 2. Abfahrtstraining: 8. Platz Super-G: 20. Platz 3. Abfahrtstraining: 8. Platz Abfahrt: 21. Platz Alpine Kombination: Bronze - Beat Feuz 1. Abfahrtstraining: abgesagt 2. Abfahrtstraining: 1. Platz Super-G: 12. Platz 3. Abfahrtstraining: nicht gestartet Abfahrt: Gold - Niels Hintermann 1. Abfahrtstraining: abgesagt 2. Abfahrtstraining: 35. Platz 3. Abfahrtstraining: 3. Platz 4. Abfahrtstraining: 1. Platz - Carlo Janka 1. Abfahrtstraining: abgesagt 2. Abfahrtstraining: 9. Platz Super-G: 8. Platz 3. Abfahrtstraining: nicht gestartet Abfahrt: 28. Platz Alpine Kombination: 7. Platz Riesenslalom: 22. Platz - Patrick Küng 1. Abfahrtstraining: abgesagt 2. Abfahrtstraining: 3. Platz Super-G: 22. Platz 3. Abfahrtstraining: nicht gestartet Abfahrt: 4. Platz - Nils Mani 1. Abfahrtstraining: abgesagt 2. Abfahrtstraining: 27. Platz 3. Abfahrtstraining: nicht gestartet Abfahrt: 23. Platz - Loïc Meillard Riesenslalom: 21. Platz - Justin Murisier 1. Abfahrtstraining: abgesagt 2. Abfahrtstraining: 46. Platz 3. Abfahrtstraining: 23. Platz 4. Abfahrtstraining: nicht gestartet Alpine Kombination: 6. Platz Riesenslalom: 8. Platz - Reto Schmidiger Mannschaft: 4. Platz Slalom: 16. Platz - Daniel Yule Mannschaft: 4. Platz (ohne Einsatz) Slalom: im 2. Lauf ausgeschieden - Ramon Zenhäusern Slalom: im 2. Lauf ausgeschieden | Damen - Denise Feierabend 1. Abfahrtstraining: abgesagt 2. Abfahrtstraining: 22. Platz 3. Abfahrtstraining: 26. Platz Alpine Kombination: 4. Platz Slalom: 9. Platz - Jasmine Flury 1. Abfahrtstraining: abgesagt Super-G: 17. Platz 2. Abfahrtstraining: 4. Platz 3. Abfahrtstraining: 5. Platz Abfahrt: 12. Platz - Michelle Gisin 1. Abfahrtstraining: abgesagt 2. Abfahrtstraining: 11. Platz 3. Abfahrtstraining: 10. Platz Alpine Kombination: Silber Abfahrt: 8. Platz Slalom: 21. Platz - Lara Gut 1. Abfahrtstraining: abgesagt Super-G: Bronze 2. Abfahrtstraining: 3. Platz 3. Abfahrtstraining: 8. Platz Alpine Kombination: nicht zum Slalom gestartet - Joana Hählen 1. Abfahrtstraining: abgesagt Super-G: 13. Platz - Wendy Holdener 1. Abfahrtstraining: abgesagt 2. Abfahrtstraining: 21. Platz 3. Abfahrtstraining: 32. Platz Alpine Kombination: Gold Mannschaft: 4. Platz Slalom: Silber - Mélanie Meillard Mannschaft: 4. Platz (ohne Einsatz) Riesenslalom: 13. Platz Slalom: im 1. Lauf disqualifiziert - Camille Rast Mannschaft: 4. Platz Riesenslalom: 28. Platz - Corinne Suter 1. Abfahrtstraining: abgesagt Super-G: 12. Platz 2. Abfahrtstraining: 8. Platz 3. Abfahrtstraining: 18. Platz Abfahrt: 18. Platz - Fabienne Suter 1. Abfahrtstraining: abgesagt 2. Abfahrtstraining: 2. Platz 3. Abfahrtstraining: 2. Platz Abfahrt: 7. Platz - Jasmina Suter Riesenslalom: im 1. Lauf ausgeschieden - Simone Wild Riesenslalom: 14. Platz |

## Serbien(SRB)
| Herren - Rastko Blagojević Slalom-Qualifikation: im 1. Lauf ausgeschieden - Strahinja Stanisić Slalom-Qualifikation: 21. Platz Slalom: 43. Platz - Marko Stevović 1. Abfahrtstraining: abgesagt 2. Abfahrtstraining: 77. Platz Super-G: 45. Platz 3. Abfahrtstraining: 52. Platz Abfahrt: 48. Platz Alpine Kombination: 42. Platz Riesenslalom-Qualifikation: im 1. Lauf ausgeschieden Riesenslalom: im 2. Lauf ausgeschieden Slalom-Qualifikation: 25. Platz Slalom: im 2. Lauf ausgeschieden - Marko Vukićević 1. Abfahrtstraining: abgesagt 2. Abfahrtstraining: 61. Platz Super-G: ausgeschieden 3. Abfahrtstraining: 40. Platz Abfahrt: 40. Platz Alpine Kombination: 36. Platz Riesenslalom-Qualifikation: im 1. Lauf ausgeschieden Slalom-Qualifikation: im 1. Lauf ausgeschieden | Damen - Jana Babić Slalom-Qualifikation: im 1. Lauf ausgeschieden - Nevena Ignjatović 1. Abfahrtstraining: abgesagt 2. Abfahrtstraining: 54. Platz 3. Abfahrtstraining: 50. Platz Alpine Kombination: 24. Platz Riesenslalom: 27. Platz Slalom: im 2. Lauf ausgeschieden - Milica Kovačević Slalom-Qualifikation: im 1. Lauf ausgeschieden |

## Slowakei(SVK)
| Herren - Martin Bendík 1. Abfahrtstraining: abgesagt 2. Abfahrtstraining: 47. Platz Super-G: ausgeschieden 3. Abfahrtstraining: 46. Platz Abfahrt: 41. Platz Alpine Kombination: im Slalom ausgeschieden - Matej Falat Mannschaft: Silber Riesenslalom-Qualifikation: 25. Platz Riesenslalom: 37. Platz Slalom-Qualifikation: im 2. Lauf ausgeschieden - Zan Groselj Slalom: im 1. Lauf ausgeschieden - Martin Hyška Riesenslalom-Qualifikation: 11. Platz Riesenslalom: im 1. Lauf ausgeschieden Slalom-Qualifikation: 28. Platz - Adam Žampa 1. Abfahrtstraining: abgesagt 2. Abfahrtstraining: 69. Platz Super-G: ausgeschieden Alpine Kombination: nicht zum Slalom gestartet Mannschaft: Silber (ohne Einsatz) - Andreas Žampa 1. Abfahrtstraining: abgesagt 2. Abfahrtstraining: ausgeschieden Super-G: ausgeschieden Alpine Kombination: 40. Platz Mannschaft: Silber Riesenslalom: 34. Platz Slalom-Qualifikation: 19. Platz Slalom: im 2. Lauf ausgeschieden | Damen - Tereza Jančová Riesenslalom-Qualifikation: 13. Platz Mannschaft: Silber (ohne Einsatz) Riesenslalom: 49. Platz Slalom-Qualifikation: 6. Platz Slalom: 43. Platz - Klaudia Nemcová Riesenslalom-Qualifikation: 26. Platz Riesenslalom: 79. Platz (nicht im Finale, Platz ergibt sich aus Qualifikation) Slalom-Qualifikation: 8. Platz Slalom: 44. Platz - Veronika Velez-Zuzulová Mannschaft: Silber Slalom: im 2. Lauf ausgeschieden - Petra Vlhová Mannschaft: Silber Riesenslalom: 8. Platz Slalom: 4. Platz |

## Slowenien(SLO)
| Herren - Martin Čater 1. Abfahrtstraining: abgesagt 2. Abfahrtstraining: 36. Platz Super-G: 17. Platz 3. Abfahrtstraining: 29. Platz 4. Abfahrtstraining: 9. Platz Alpine Kombination: 13. Platz Riesenslalom-Qualifikation: 14. Platz Riesenslalom: im 1. Lauf ausgeschieden - Tilen Debelak 1. Abfahrtstraining: abgesagt 2. Abfahrtstraining: 66. Platz 3. Abfahrtstraining: 45. Platz 4. Abfahrtstraining: 14. Platz Alpine Kombination: im Slalom ausgeschieden - Štefan Hadalin 1. Abfahrtstraining: abgesagt 2. Abfahrtstraining: 68. Platz 3. Abfahrtstraining: 41. Platz 4. Abfahrtstraining: 13. Platz Alpine Kombination: 28. Platz Mannschaft: 9. Platz Riesenslalom: 28. Platz Slalom: 10. Platz - Miha Hrobat 1. Abfahrtstraining: abgesagt 2. Abfahrtstraining: 38. Platz Super-G: 24. Platz 3. Abfahrtstraining: 20. Platz Abfahrt: 14. Platz Mannschaft: 9. Platz (ohne Einsatz) Riesenslalom: im 1. Lauf ausgeschieden - Boštjan Kline 1. Abfahrtstraining: abgesagt 2. Abfahrtstraining: 28. Platz Super-G: ausgeschieden 3. Abfahrtstraining: 21. Platz Abfahrt: 7. Platz - Klemen Kosi 1. Abfahrtstraining: abgesagt 2. Abfahrtstraining: 40. Platz Super-G: ausgeschieden 3. Abfahrtstraining: 24. Platz Abfahrt: 24. Platz Alpine Kombination: 22. Platz - Žan Kranjec Mannschaft: 9. Platz Riesenslalom: im 1. Lauf ausgeschieden Slalom: nicht zum 2. Lauf gestartet - Rok Perko 1. Abfahrtstraining: abgesagt 2. Abfahrtstraining: 44. Platz 3. Abfahrtstraining: 9. Platz Abfahrt: 38. Platz - Jakob Špik Slalom-Qualifikation: 1. Platz Slalom: im 1. Lauf ausgeschieden | Damen - Saša Brezovnik Mannschaft: 9. Platz - Ana Bucik 1. Abfahrtstraining: abgesagt 2. Abfahrtstraining: 50. Platz 3. Abfahrtstraining: 50. Platz Alpine Kombination: im Slalom ausgeschieden Mannschaft: 9. Platz Slalom: 7. Platz - Ana Drev Riesenslalom: 7. Platz - Maruša Ferk 1. Abfahrtstraining: abgesagt Super-G: 30. Platz 2. Abfahrtstraining: 34. Platz 3. Abfahrtstraining: 37. Platz Alpine Kombination: 8. Platz Abfahrt: 23. Platz Mannschaft: 9. Platz (ohne Einsatz) Slalom: im 2. Lauf ausgeschieden - Tina Robnik Riesenslalom: im 2. Lauf ausgeschieden - Ilka Štuhec 1. Abfahrtstraining: abgesagt Super-G: 11. Platz 2. Abfahrtstraining: 1. Platz 3. Abfahrtstraining: 1. Platz Alpine Kombination: im Slalom ausgeschieden Abfahrt: Gold Riesenslalom: im 2. Lauf ausgeschieden |

## Spanien(ESP)
| Herren - Juan del Campo Riesenslalom-Qualifikation: 4. Platz Riesenslalom: 35. Platz Slalom-Qualifikation: 13. Platz Slalom: im 1. Lauf ausgeschieden - Joaquim Salarich Slalom: 25. Platz | Damen |

## Südafrika(RSA)
| Herren - Sive Speelman Riesenslalom-Qualifikation: 64. Platz Slalom-Qualifikation: im 1. Lauf ausgeschieden Slalom: 54. Platz - Connor Wilson Riesenslalom-Qualifikation: 60. Platz Riesenslalom: 54. Platz Slalom-Qualifikation: 49. Platz | Damen - Rachel Elizabeth Olivier Riesenslalom-Qualifikation: 55. Platz Riesenslalom: 76. Platz Slalom-Qualifikation: im 1. Lauf ausgeschieden Slalom: 61. Platz |

## Tonga(TGA)
| Herren - Kasete-Naufahu Skeen Riesenslalom-Qualifikation: im 2. Lauf ausgeschieden | Damen |

## Tschechien(CZE)
| Herren - Ondřej Berndt 1. Abfahrtstraining: abgesagt 2. Abfahrtstraining: 63. Platz Super-G: 39. Platz 3. Abfahrtstraining: 34. Platz Abfahrt: 43. Platz Alpine Kombination: 32. Platz Mannschaft: 9. Platz Riesenslalom: im 1. Lauf ausgeschieden Slalom-Qualifikation: im 2. Lauf ausgeschieden - Filip Forejtek 1. Abfahrtstraining: abgesagt 2. Abfahrtstraining: 73. Platz 3. Abfahrtstraining: 50. Platz Abfahrt: 47. Platz Alpine Kombination: 39. Platz Riesenslalom-Qualifikation: 12. Platz Riesenslalom: im 1. Lauf ausgeschieden - Jan Hudec 1. Abfahrtstraining: abgesagt 2. Abfahrtstraining: 42. Platz Super-G: 32. Platz 3. Abfahrtstraining: nicht gestartet Abfahrt: 39. Platz - Kryštof Krýzl 1. Abfahrtstraining: abgesagt 2. Abfahrtstraining: 71. Platz Super-G: ausgeschieden 3. Abfahrtstraining: 47. Platz 4. Abfahrtstraining: 8. Platz Alpine Kombination: 29. Platz Mannschaft: 9. Platz Riesenslalom: 32. Platz Slalom: im 1. Lauf disqualifiziert - Daniel Paulus Riesenslalom-Qualifikation: 15. Platz Riesenslalom: im 1. Lauf ausgeschieden Slalom-Qualifikation: im 1. Lauf ausgeschieden - Jan Zabystřan 1. Abfahrtstraining: abgesagt 2. Abfahrtstraining: 67. Platz Super-G: 40. Platz 3. Abfahrtstraining: 38. Platz Abfahrt: 44. Platz Alpine Kombination: 38. Platz Mannschaft: 9. Platz (ohne Einsatz) Slalom-Qualifikation: 6. Platz Slalom: im 1. Lauf ausgeschieden | Damen - Gabriela Capová Slalom: 33. Platz - Martina Dubovská Mannschaft: 9. Platz Riesenslalom: im 1. Lauf ausgeschieden Slalom: 32. Platz - Pavla Klicnarová 1. Abfahrtstraining: abgesagt Super-G: 34. Platz 2. Abfahrtstraining: 40. Platz 3. Abfahrtstraining: 49. Platz Alpine Kombination: 28. Platz Abfahrt: 34. Platz - Tereza Kmochová Riesenslalom-Qualifikation: 22. Platz Riesenslalom: 43. Platz - Ester Ledecká 1. Abfahrtstraining: abgesagt Super-G: 29. Platz 2. Abfahrtstraining: 27. Platz 3. Abfahrtstraining: 24. Platz Alpine Kombination: 20. Platz Abfahrt: 21. Platz Riesenslalom-Qualifikation: 8. Platz Mannschaft: 9. Platz Riesenslalom: 37. Platz - Kateřina Pauláthová 1. Abfahrtstraining: abgesagt Super-G: 36. Platz 2. Abfahrtstraining: 57. Platz 3. Abfahrtstraining: 53. Platz Alpine Kombination: im Slalom ausgeschieden Abfahrt: 35. Platz Mannschaft: 9. Platz (ohne Einsatz) Riesenslalom: 29. Platz Slalom: im 1. Lauf ausgeschieden - Šárka Strachová Slalom: 5. Platz |

## Ukraine(UKR)
| Herren - Mychajlo Karpuschyn Riesenslalom-Qualifikation: im 1. Lauf ausgeschieden Slalom-Qualifikation: im 1. Lauf ausgeschieden - Iwan Kowbasnjuk Super-G: 48. Platz Riesenslalom-Qualifikation: 46. Platz Riesenslalom: im 1. Lauf ausgeschieden Slalom-Qualifikation: 34. Platz Slalom: 47. Platz - Andrij Marijtschyn Riesenslalom-Qualifikation: 53. Platz Slalom-Qualifikation: im 2. Lauf ausgeschieden - Wassyl Telytschuk Riesenslalom-Qualifikation: 52. Platz Slalom-Qualifikation: 38. Platz | Damen - Olha Knysch Riesenslalom-Qualifikation: 27. Platz Riesenslalom: 58. Platz Slalom-Qualifikation: 24. Platz Slalom: 49. Platz - Tetjana Tikun Riesenslalom-Qualifikation: im 1. Lauf ausgeschieden Slalom-Qualifikation: im 2. Lauf ausgeschieden |

## Ungarn(HUN)
| Herren - Marcel Benyo Riesenslalom-Qualifikation: 56. Platz - Bence Nagy 1. Abfahrtstraining: abgesagt 2. Abfahrtstraining: ausgeschieden 3. Abfahrtstraining: nicht gestartet Abfahrt: ausgeschieden Riesenslalom-Qualifikation: 41. Platz - Márton Kékesi 1. Abfahrtstraining: abgesagt 2. Abfahrtstraining: ausgeschieden Super-G: ausgeschieden 3. Abfahrtstraining: 58. Platz Abfahrt: 52. Platz Alpine Kombination: 43. Platz Slalom-Qualifikation: 22. Platz Slalom: 45. Platz - Matyas Maróty Slalom-Qualifikation: im 1. Lauf ausgeschieden - Dalibor Šamšal Slalom: im 1. Lauf ausgeschieden - Bertold Szepesi Slalom-Qualifikation: im 1. Lauf ausgeschieden - Benjamin Szőllős Riesenslalom-Qualifikation: im 1. Lauf ausgeschieden Riesenslalom: im 1. Lauf ausgeschieden - Dávid Valeri Riesenslalom-Qualifikation: im 2. Lauf ausgeschieden | Damen - Chiara Archam Riesenslalom-Qualifikation: im 1. Lauf ausgeschieden Riesenslalom: im 1. Lauf ausgeschieden Slalom-Qualifikation: im 2. Lauf ausgeschieden Slalom: im 1. Lauf ausgeschieden - Réka Berecz Slalom-Qualifikation: 41. Platz Slalom: 72. Platz (nicht im Finale, Platz ergibt sich aus Qualifikation) - Laura Csima Slalom-Qualifikation: im 1. Lauf ausgeschieden - Patricia Eigler Riesenslalom-Qualifikation: 44. Platz Riesenslalom: 89. Platz (nicht im Finale, Platz ergibt sich aus Qualifikation) - Mónika Maróty Riesenslalom-Qualifikation: 39. Platz Riesenslalom: 85. Platz (nicht im Finale, Platz ergibt sich aus Qualifikation) Slalom-Qualifikation: im 2. Lauf ausgeschieden - Luca Vági Riesenslalom-Qualifikation: 43. Platz Riesenslalom: 88. Platz (nicht im Finale, Platz ergibt sich aus Qualifikation) |

## Usbekistan(UZB)
| Herren - Kamiljon Tuxtayev Riesenslalom-Qualifikation: 40. Platz Riesenslalom: 49. Platz Slalom-Qualifikation: 43. Platz | Damen - Kseniya Grigoreva Riesenslalom-Qualifikation: im 1. Lauf ausgeschieden Riesenslalom: 70. Platz Slalom-Qualifikation: im 2. Lauf ausgeschieden Slalom: im 1. Lauf ausgeschieden |

## Vereinigtes Königreich(GBR)
| Herren - Dave Ryding Slalom: 11. Platz - Laurie Taylor Riesenslalom-Qualifikation: 17. Platz Riesenslalom: 40. Platz Slalom-Qualifikation: 3. Platz Slalom: 33. Platz | Damen - Cara Brown Riesenslalom-Qualifikation: 18. Platz Riesenslalom: 56. Platz - Alex Tilley Riesenslalom: 30. Platz Slalom: 25. Platz |

## Vereinigte Staaten(USA)
| Herren - Michael Ankeny Mannschaft: 9. Platz (ohne Einsatz) Slalom: im 1. Lauf ausgeschieden - Bryce Bennett 1. Abfahrtstraining: abgesagt 2. Abfahrtstraining: 23. Platz 3. Abfahrtstraining: 19. Platz Abfahrt: 26. Platz Alpine Kombination: 11. Platz - Thomas Biesemeyer 1. Abfahrtstraining: abgesagt 2. Abfahrtstraining: 6. Platz Super-G: ausgeschieden 3. Abfahrtstraining: 13. Platz Abfahrt: 29. Platz - David Chodounsky Riesenslalom: 11. Platz Slalom: 12. Platz - Ryan Cochran-Siegle 1. Abfahrtstraining: abgesagt 2. Abfahrtstraining: 41. Platz Super-G: 28. Platz 3. Abfahrtstraining: 28. Platz 4. Abfahrtstraining: 6. Platz Alpine Kombination: 19. Platz Riesenslalom: 25. Platz - Mark Engel Mannschaft: 9. Platz Slalom: 34. Platz - Tommy Ford Riesenslalom: im 1. Lauf ausgeschieden - Travis Ganong 1. Abfahrtstraining: abgesagt 2. Abfahrtstraining: 18. Platz Super-G: 14. Platz 3. Abfahrtstraining: nicht gestartet Abfahrt: 25. Platz - AJ Ginnis Mannschaft: 9. Platz - Jared Goldberg 1. Abfahrtstraining: abgesagt 2. Abfahrtstraining: 4. Platz 3. Abfahrtstraining: 5. Platz Abfahrt: 20. Platz Alpine Kombination: 21. Platz - Tim Jitloff Riesenslalom: im 1. Lauf ausgeschieden - Brennan Rubie 1. Abfahrtstraining: abgesagt 2. Abfahrtstraining: ausgeschieden 3. Abfahrtstraining: 33. Platz 4. Abfahrtstraining: 5. Platz Alpine Kombination: 15. Platz - Robby Kelley Slalom: 39. Platz - Andrew Weibrecht 1. Abfahrtstraining: abgesagt 2. Abfahrtstraining: 22. Platz Super-G: ausgeschieden 3. Abfahrtstraining: 25. Platz | Damen - Stacey Cook 1. Abfahrtstraining: abgesagt 2. Abfahrtstraining: 24. Platz 3. Abfahrtstraining: 22. Platz Alpine Kombination: 22. Platz - Breezy Johnson 1. Abfahrtstraining: abgesagt Super-G: 28. Platz 2. Abfahrtstraining: 24. Platz 3. Abfahrtstraining: 14. Platz Alpine Kombination: nicht gestartet Abfahrt: 15. Platz - Julia Mancuso 1. Abfahrtstraining: abgesagt 2. Abfahrtstraining: 55. Platz 3. Abfahrtstraining: 58. Platz - Megan McJames Mannschaft: 9. Platz Riesenslalom: 21. Platz Slalom-Qualifikation: 21. Platz Slalom: 36. Platz - Laurenne Ross 1. Abfahrtstraining: abgesagt Super-G: 14. Platz 2. Abfahrtstraining: 19. Platz 3. Abfahrtstraining: 21. Platz Alpine Kombination: 15. Platz Abfahrt: 5. Platz Mannschaft: 9. Platz (ohne Einsatz) - Mikaela Shiffrin Riesenslalom: Silber Slalom: Gold - Resi Stiegler Mannschaft: 9. Platz Riesenslalom: im 1. Lauf ausgeschieden Slalom: 11. Platz - Lindsey Vonn 1. Abfahrtstraining: abgesagt Super-G: ausgeschieden 2. Abfahrtstraining: 12. Platz 3. Abfahrtstraining: 4. Platz Alpine Kombination: 5. Platz Abfahrt: Bronze - Jacqueline Wiles 1. Abfahrtstraining: abgesagt Super-G: ausgeschieden 2. Abfahrtstraining: 9. Platz 3. Abfahrtstraining: 18. Platz Abfahrt: 12. Platz |

## Zypern(CYP)
| Herren - Giorgos Kakkouras Riesenslalom-Qualifikation: im 2. Lauf ausgeschieden Riesenslalom: 56. Platz Slalom-Qualifikation: 48. Platz - Giannos Kougioumtzian Riesenslalom-Qualifikation: 62. Platz Slalom-Qualifikation: im 1. Lauf ausgeschieden - Andreas Michael Riesenslalom-Qualifikation: im 2. Lauf ausgeschieden Slalom-Qualifikation: im 2. Lauf ausgeschieden | Damen |